# Pol de Beer
Leopold Michiel (Pol) de Beer (Wenduine (België), 6 augustus 1934 – Vlaardingen, 13 maart 2024) was een Nederlands politicus. Namens de VVD was hij onder meer lid van de Tweede en Eerste Kamer.
De Beer was de eerste katholieke VVD'er in de Tweede Kamer en daarna jarenlang de voornaamste volkshuisvestingsspecialist van de VVD-fractie. Hij was een goed debater die krachtig een liberaal volkshuisvestingsbeleid verdedigde. Hij voerde in de jaren 70 en 80 pittige debatten met PvdA'ers als Van Dam, Schaefer en Kombrink. Hij hield zich ook bezig met PTT-zaken en Verkeer en Waterstaat. De Beer bracht samen met de PvdA'er Van der Doef een initiatiefwet tot stand over de periodieke autokeuringen. Hij speelde later een belangrijke rol bij de plannen voor nieuwe huisvesting van de Tweede Kamer. De Beer sloot zijn politieke loopbaan af als Eerste Kamerlid (1995-2003).
De Beer overleed op 89-jarige leeftijd.
- Parlement.com: vg09lle4qtwc